# シドニー・エドワーズ・モールス

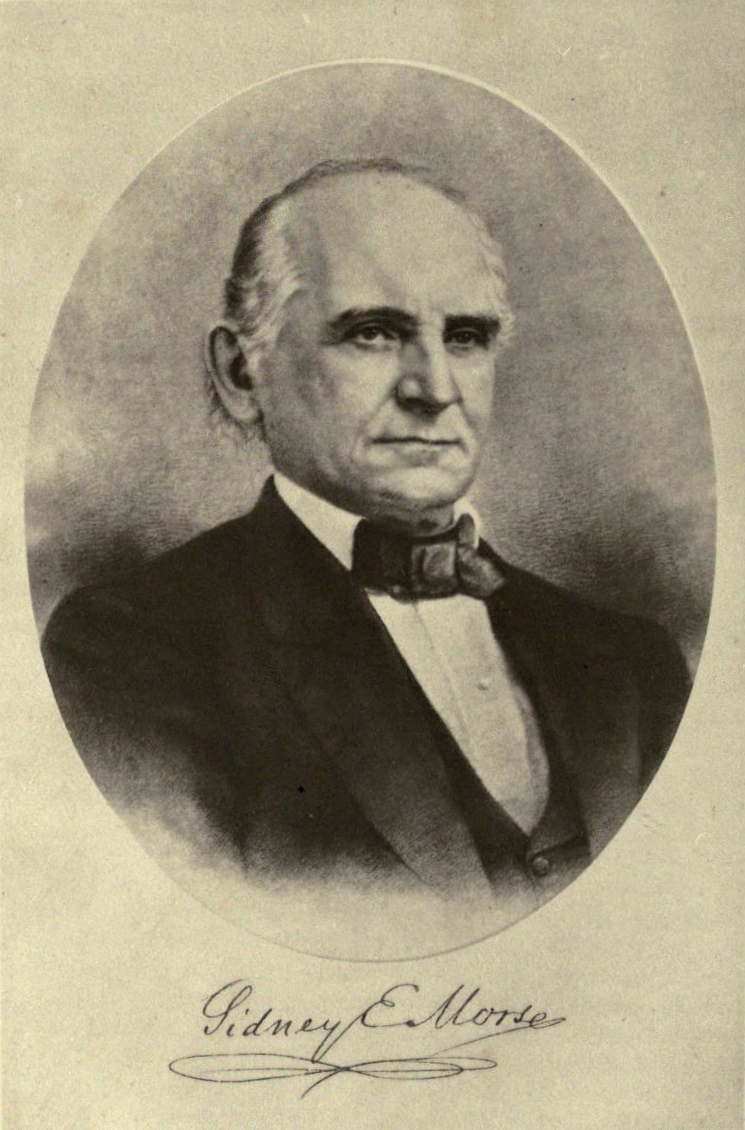
シドニー・E・モールス

シドニー・エドワーズ・モールス（Sidney Edwards Morse、1794年2月7日 - 1871年12月24日）は、アメリカ合衆国の発明家、地理学者、ジャーナリストであり、電信の発明で知られるサミュエル・モールスの弟である。

## 生涯
マサチューセッツ州チャールズタウン市（現ボストン市）で1794年2月7日に生まれた。父はイギリス移民の牧師で、「アメリカ地理学の父」と称されるジェディディア・モールスである。
1811年にイェール大学を卒業し、アンドヴァー・ニュートン神学校で神学を、コネチカット州リッチフィールドの学校で法律を学んだ。その間、ボストンの新聞『コロンビアン・センティネル』にいくつかの記事を寄稿し、南部に新しい州が不当に増えることがアメリカ連邦にとっては危険であり、それが政府の支配権をセクショナルな少数派に与えることになると述べた。これらの記事がきっかけとなり、宣教師のジェレミア・エバーツらに誘われて宗教新聞『ボストン・レコーダー』を創刊した。モールスは1年以上にわたってこの雑誌の唯一の編集者兼所有者であり続けた。この間に発行部数を増やし、ボストンの既存の2つの新聞を上回るまでになった。モールスはその後、兄のサミュエルと協力して、フレキシブルピストンポンプの特許を取得し、その販売を拡大した。

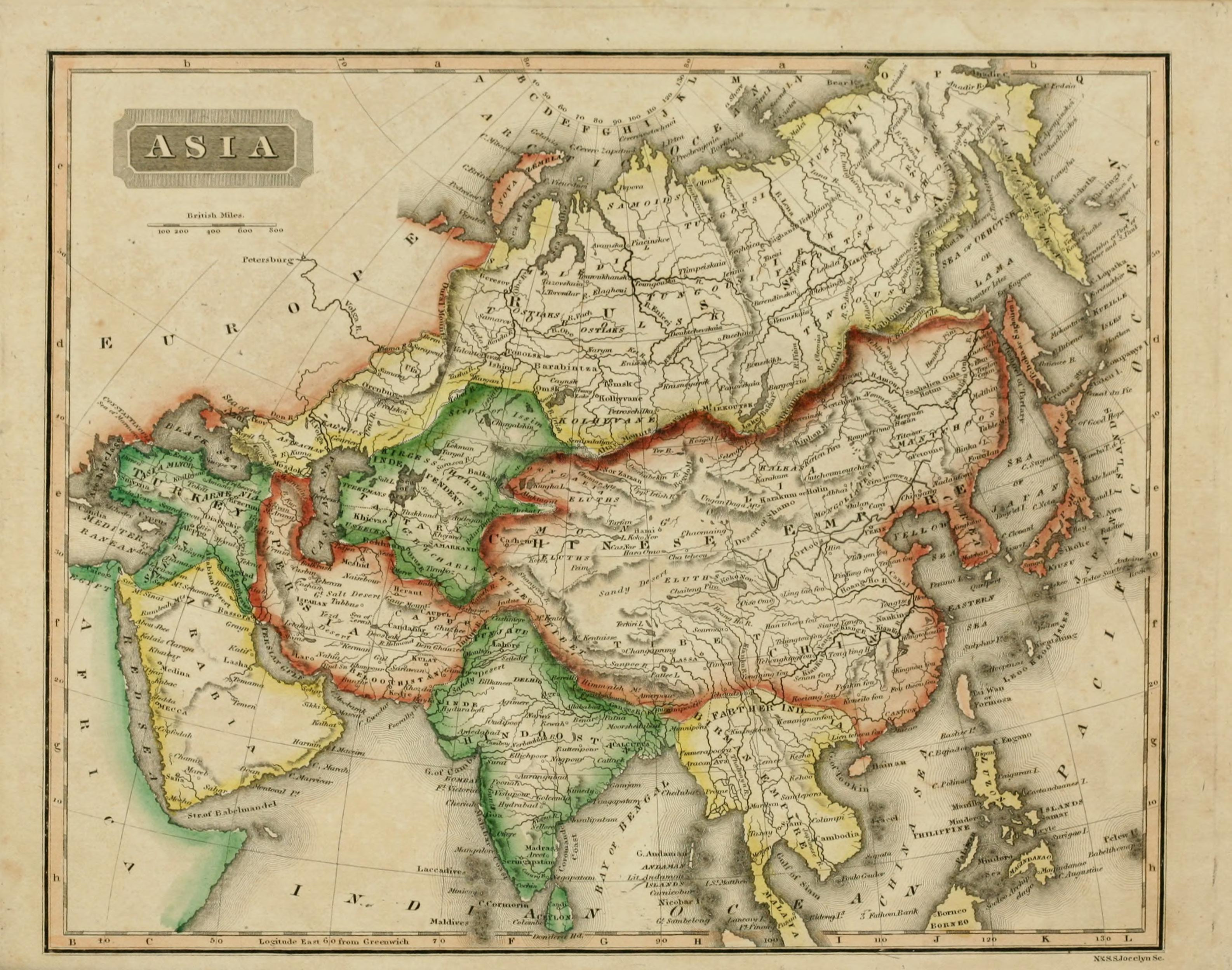
モールスによるアジアの地図（1825年）

1823年にニューヨークに移り、弟のリチャード・キャリー・モース(Richard Cary Morse)とともに週刊紙『ニューヨーク・オブザーバー』を創刊した。この新聞は、ニューヨーク市で最も古い週刊紙となり、ニューヨーク州内で最も古い宗教新聞となった。モールスは、1858年に引退するまで、同紙のシニアエディター兼所有者を務めた。
1839年、一般的な印刷機でカラーの地図を印刷する方法であるセログラフィーの開発で、ヘンリー・A・マンソンと提携した。晩年には、海深を迅速に探査する装置の発明の実験に専念した。この装置はバソメーターと呼ばれ、1869年にパリで開催された万国博覧会で展示され、1870年にはニューヨークでも展示された。
1871年12月24日にニューヨークで亡くなった。

## 出版物

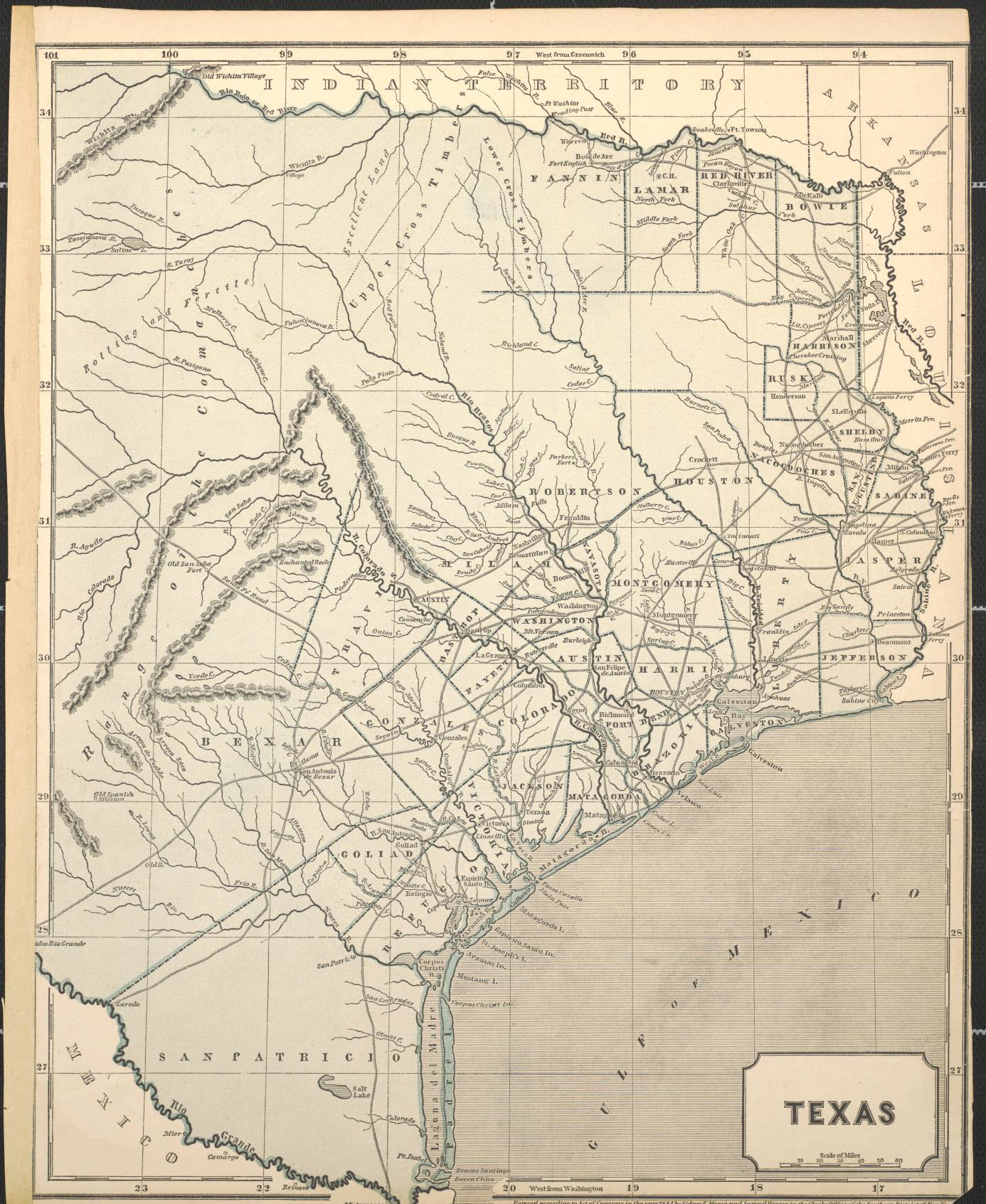
Morse & Samuel Breese, Texas, 1844

- A New System of Modern Geography (Boston, 1823), more than half a million copies of which were sold
- Premium Questions on Slavery (New York, 1860)
- North American Atlas
- Cerographic Maps, comprising the Whole Field of Ancient and Modern, including Sacred, Geography, Chronology, and History